# Waldachtal
Waldachtal è un comune tedesco di 6 014 abitanti, situato nel land del Baden-Württemberg.